# توفيق جبارين

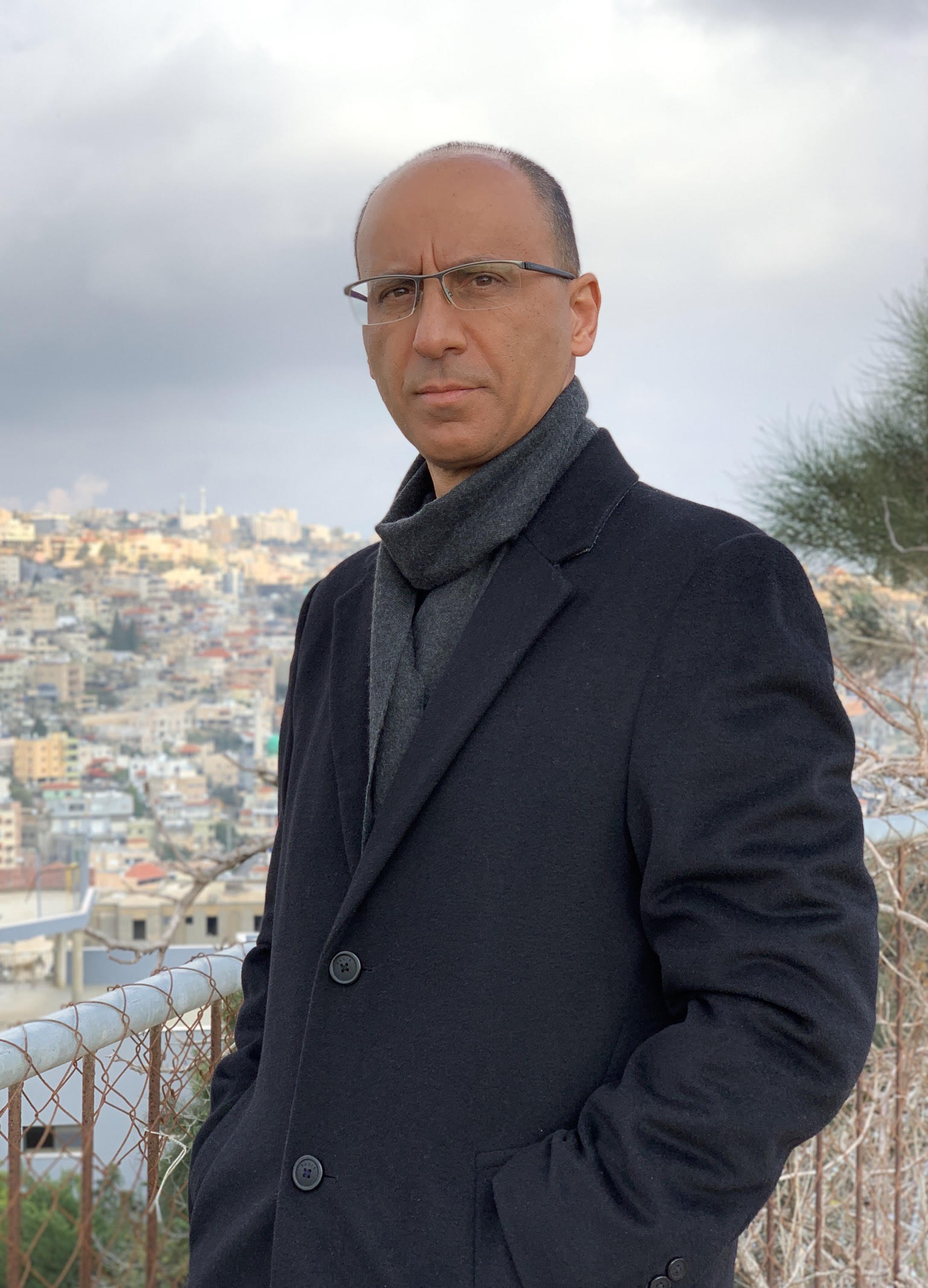

توفيق سعيد جبارين (مواليد 1967 في أم الفحم) محام فلسطيني ناشط في حقوق الإنسان ومتخصص في قضايا الأرض، التخطيط والبناء. يمثل الكثير من الفلسطينيين أمام المحاكم الإسرائيلية في قضايا تتعلق باوامر هدم ضد البيوت الفلسطينية ومصادرة الاراضي من قبل الاحتلال الإسرائيلي في الضفة الغربية.

## النشأة التعليمية
ولد سنة 1967 في أم الفحم، تعلم في المدرسة الابتدائية أبو خضر وانهى المرحلة الثانوية في الكلية العربية الأرثوذكسية في حيفا. حصل على اللقب الأول في الحقوق من الجامعة العبرية في القدس سنة 1989, وعلى شهادة «الماجستير» من الجامعة الأميركية في واشنطن سنة 1993.

## المشوار المهني
بدأ مشواره المهني في المحاماة في مؤسسة لحقوق الإنسان في القدس حيث ترافع عن فلسطينيين في الضفة الغربية والقدس الشرقية في قضايا الأرض والمسكن، وعمل بعد ذلك في لجنة الاربعين في حيفا وأسس في اطارها المركز القانوني للدفاع عن حقوق القرى غير المعترف بها داخل الخط الأخضر.

### اراضي الروحة
المحامي توفيق جبارين هو أحد المؤسسين للجنة الدفاع عن اراضي الروحة التي دافعت عن اراضي الروحة في وادي عارة وألزمت الدولة بعد احداث الروحة الدامية في يوم 27.09.1998 بالتراجع عن قرارها بمصادرة أراضي الروحة، وإلغاء الأمر العسكري باغلاق هذه الأراضي ومنع اصحابها من الدخول اليها. في سنة 2000 وقعت اتفاقية الروحة التي ارجعت بموجبها الحقوق لأهالي أم الفحم ومن بينها ضم أكثر من 10,000 دونم من أراضي الروحة لمسطح نفوذ السلطات العربية في وادي عارة. ولا زالت لجنة الروحة تقوم بجهود كبيرة في الدفاع عن اراضي الروحة امام مخططات التهويد ومصادرة الأرض وكان آخرها مشروع مد خط الكهرباء على اراضي الروحة.
المحامي توفيق سعيد هو أحد المؤسسين للجنة الشعبية للدفاع عن الأرض والمسكن في وادي عارة وذلك سنة 2007 والتي استطاعت حماية الكثير من البيوت المعرضة للهدم في وادي عارة.

### كتسير
في سنة 1994 حقق المحامي توفيق جبارين انجازا تاريخيا بعد ان نجح بشراء بيت في البلدة اليهودية «كتسير» بعد مداولات قانونية واعلامية وبعد ان رفضت لجنة القبول في المستوطنة طلب المحامي توفيق جبارين بالسكن في كتسير بحجة انه عربي والادعاء ان كتسير معدة لليهود فقط. عاش هو وعائلته في بيتهم في كتسير لمدة خمس سنوات ولا زال البيت بملكيته حتى هذا اليوم. وقد كان المحامي توفيق جبارين المبادر في قضية عادل قعدان الذي رُفض طلبه لشراء قسيمة بناء في كتسير وحيث أصدرت المحكمة العليا قرارها التاريخي سنة 2000 بقبول التماس قعدان ضد دائرة اراضي إسرائيل وألزمتها بالسماح للمواطنين العرب بشراء قسائم بناء في البلدات اليهودية.

### حريش
منذ سنة 2008 حتى يومنا هذا يترافع المحامي توفيق سعيد باسم اهالي قرية أم القطف وقرية ميسر ضد توسيع مدينة «حريش» ونجح بإلغاء عدة مخططات لمصادرة مئات الدونمات بملكية السكان الفلسطينيين. نجح المحامي توفيق سعيد بالتعاون مع بعض المؤسسات الحقوقية بتحويل مدينة «حريش» لمدينة كل المواطنين وإلغاء قرار الحكومة بتخصيصها لليهود الحريديم فقط.

### الضفة الغربية
مثل جبارين فلسطينيين من الضفة الغربية في قضايا تتعلق بالأراضي والمسكن ومقاومة الاستيطان، بتفويض من هيئة مقاومة الجدار والاستيطان في السلطة الوطنية الفلسطينية ويعمل ايضاً مستشارا في قضايا التخطيط والبناء لوزارة الحكم المحلي الفلسطينية. ومن ابرز القضايا التي عالجها المحامي توفيق سعيد هي قضية الخان الاحمر، إلغاء مصادرة 2,000 دونم من اراضي النخيل في اريحا، واسترجاع 4,000 دونم من اراضي الساكوت بالقرب من نهر الأردن، واخلاء المستوطنين من اراضي سهل قاعون شمالي بردلة.

## عمل محلي
انتخب عضواً في المجلس البلدي لمدينة أم الفحم عن قائمة «أم الفحم للجميع» في تشرين أول 2018.
كما شغل منصب رئيس اللجنة الثانوية في اللجنة المحلية للتخطيط والبناء وادي عارة بين السنوات 2014-2017, واستطاع خلالها باحداث اصلاحات كبيرة وتنجيع العمل الإداري في اللجنة على الرغم من العراقيل الكثيرة التي واجهها وخاصة من ممثلي إدارة بلدية ام الفحم انذاك.
في سنة 2016 بادر المحامي توفيق سعيد جبارين، باقتراح قانون جديد لربط البيوت غير المرخصة بالكهرباء والذي يلائم الوضعية التخطيطية للبلدات العربية عامة وكل البلدات العربية في وادي عارة وسوف يؤدي لايصال جميع هذه البيوت غير المرخصة بشبكة الكهرباء.
ومن خلال عمله في اللجنة المحلية وادي عارة بادر المحامي توفيق سعيد جبارين وبمشاركة مهندسة اللجنة المحلية الدكتورة عناية بنا لمشروع تخطيطي ضخم وهو «فاتمال» عين جرار والذي يشمل 2,300 دونم تبدأ من منطقة العرايش وعين جرار وتنتهي بشارع الاقواس، وحيث وافقت الحكومة الإسرائيلية على هذا المشروع وبتكلفة 23 مليون شيكل لتخطيط المشروع بتمويل من وزارة المالية. من خلال هذا المشروع سيتم ترخيص أكثر من 1,070 بيت في عين جرار والعرايش والاقواس، وسيتم اعداد قسائم بناء ل- 3,500 وحدة سكن للازواج الشابة، والمصادقة على منطقة تشغيل، تجارة ومباني عامة في المنطقة الواقعة في الاحراش شمالي قطاين الشومر.